# ميمي بيليتي
ميمي بيليتي غيبريغيورغيس (ولدت في 9 يونيو 1988) إثيوبية عداءة مسافات متوسطة وطويلة وتنافس باسم مملكة البحرين. فازت بذهبية سباق 5000 متر في دورة الألعاب الآسيوية 2010.
انتقلت إلى بلجيكا كلاجئة سياسية جنبا إلى جنب مع شقيقتها الصغرى العداءة ألمينيش بيليتي. بدأت تتنافس في بلجيكا حيث ترشحت في بطولة ميموريال فان دام 2007 في بروكسل ثم حققت المركز الأول في بطولة عبر أوروبا 2009. هاجرت إلى البحرين في أوائل عام 2009 وشاركت في بطولة آسيا لاختراق الضاحية حيث حصلت على الميدالية الفضية خلف مواطنتها مريم جمال. شاركت في بطولة العالم للعدو الريفي في مارس 2009 حيث احتلت المركز الثامن والعشرين. تأهلت للمشاركة في سباق 1500 متر في بطولة العالم لألعاب القوى 2009 حيث وصلت إلى الدور نصف النهائي. في نهاية العام شاركت في دورة الألعاب الآسيوية داخل الصالات 2009 حيث حققت المركز الرابع في سباق 800 متر والمركز الثاني في سباق 1500 متر وراء ليو تشينغ.
بدأت عام 2010 بالدفاع عن لقبها في بطولة عبر أوروبا ثم حققت المركز السادس عشر في بطولة العالم للعدو الريفي التي أقيمت في بيدغوشتش. حسنت رقمها الشخصي في سباق 3000 متر باحتلالها المركز الرابع في زمن قدره 8:32.18 دقيقة في يوليو في الدوري الماسي. بعد شهر حققت رقم شخصي جديد قدره 4:00.25 دقيقة في سباق 1500 متر نتج عنه احتلالها المركز الثاني خلف مريم جمال في بطولة لقاء رييتي. اختيرت لتمثيل فريق آسيا والمحيط الهادئ في بطولة كأس العالم لألعاب القوى 2010 حيث احتلت المركز الرابع في سباق 1500 متر. فازت بيليتي بميداليتين في دورة الألعاب الآسيوية 2010 في نوفمبر. بذلت جهدا لتكوين فريق مع مريم جمال في سباق 1500 متر مما أدى إلى حصولها على الميدالية البرونزية حيث استطاعت ترونج ثانه هانغ تخطيها قرب النهاية. في سباق 5000 متر وبعد منافسة شرسة من الهنديتان بريجا سريدهاران وكافيتا راوت استطاعت تحقيق الميدالية الذهبية في أفضل رقم شخصي لها وقدره 15:15.59 دقيقة وهو أول فوز لها ببطولة كبرى. في نفس العام حصلت على توبيخ علني واستبعادها بعد ثبوت تعاطيها للسالبوتامول.

## سجل المنافسة
| السنة | المنافسة                               | الملعب                 | المركز | المنافسة    | الملاحظات |
| 2009  | بطولة آسيا لاختراق الضاحية             | المنامة, البحرين       | 2      | سباق النساء |           |
| 2009  | بطولة العالم للعدو الريفي              | عمان, الأردن           | 28     | سباق النساء |           |
| 2009  | بطولة العالم لألعاب القوى              | برلين, ألمانيا         | 24     | 1500 متر    | 4:13.30   |
| 2009  | بطولة آسيا لألعاب القوى                | غوانزو, الصين          | 6      | 1500 متر    | 4:35.30   |
| 2009  | دورة الألعاب الآسيوية داخل الصالات     | هانوي, فيتنام          | 4      | 800 متر     | 2:06.67   |
| 2009  | دورة الألعاب الآسيوية داخل الصالات     | هانوي, فيتنام          | 2      | 1500 متر    | 4:19.79   |
| 2010  | كأس العالم لألعاب القوى                | سبليت, كرواتيا         | 4      | 1500 متر    | 4:22.27   |
| 2010  | دورة الألعاب الآسيوية                  | غوانزو, الصين          | 3      | 1500 متر    | 4:10.42   |
| 2010  | دورة الألعاب الآسيوية                  | غوانزو, الصين          | 1      | 5000 متر    | 15:15.59  |
| 2011  | بطولة العالم لألعاب القوى              | دايغو, كوريا الجنوبية  | 7      | 1500 متر    | 4:07.60   |
| 2012  | الألعاب الأولمبية الصيفية              | لندن, المملكة المتحدة  | 18     | 1500 متر    | 4:05.91   |
| 2013  | بطولة آسيا لألعاب القوى                | بونه, الهند            | 2      | 1500 متر    | 4:14.04   |
| 2013  | بطولة العالم لألعاب القوى              | موسكو, روسيا           | 23     | 1500 متر    | 4:14.22   |
| 2014  | بطولة العالم لألعاب القوى داخل الصالات | سوبوت, بولندا          | 16     | 1500 متر    | 4:16.02   |
| 2014  | دورة الألعاب الآسيوية                  | إنتشون, كوريا الجنوبية | 2      | 1500 متر    | 4:11.03   |
| 2014  | دورة الألعاب الآسيوية                  | إنتشون, كوريا الجنوبية | 2      | 5000 متر    | 15:00.87  |
| 2015  | بطولة العالم لألعاب القوى              | بكين, الصين            | 11     | 5000 متر    | 15:17.01  |

## روابط خارجية
- ميمي بيليتي على موقع الاتحاد الدولي لألعاب القوى (الإنجليزية)
- ميمي بيليتي على موقع الدوري الماسي (الإنجليزية)
- ميمي بيليتي على موقع أوليمبيديا (الإنجليزية)